# Chapelle de la clinique Sainte-Barbe (Strasbourg)
La chapelle de la clinique Sainte-Barbe est située dans l'enceinte de cette clinique, dans la rue Sainte-Marguerite (quartier de la Gare) à Strasbourg.
Le bâtiment principal de la clinique Sainte-Barbe est construit par Joseph Massol en 1757. La chapelle actuelle est construite en 1877 par Eugène Petiti.
À l'intérieur de la chapelle se trouve une Annonciation réalisée par Ignace Stern dit Stella et offerte par le roi de Bavière Louis Ier. Elle ornait le maître-autel de l'ancienne chapelle datant de 1842.
C'est à cet endroit qu'au VIIe siècle, l'évêque saint Arbogast demanda d'être enterré, à l'époque sur le coteau Saint-Michel.

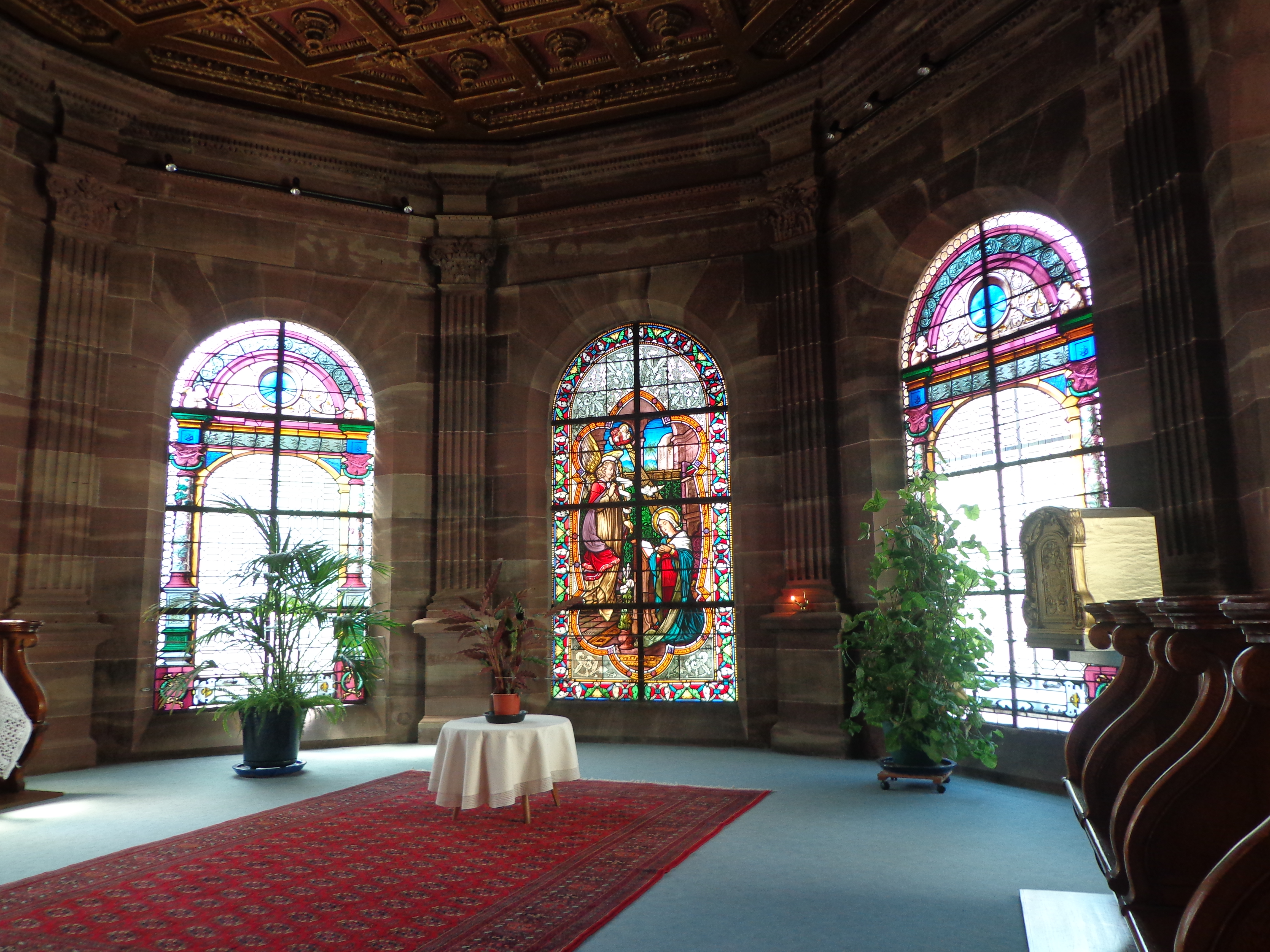
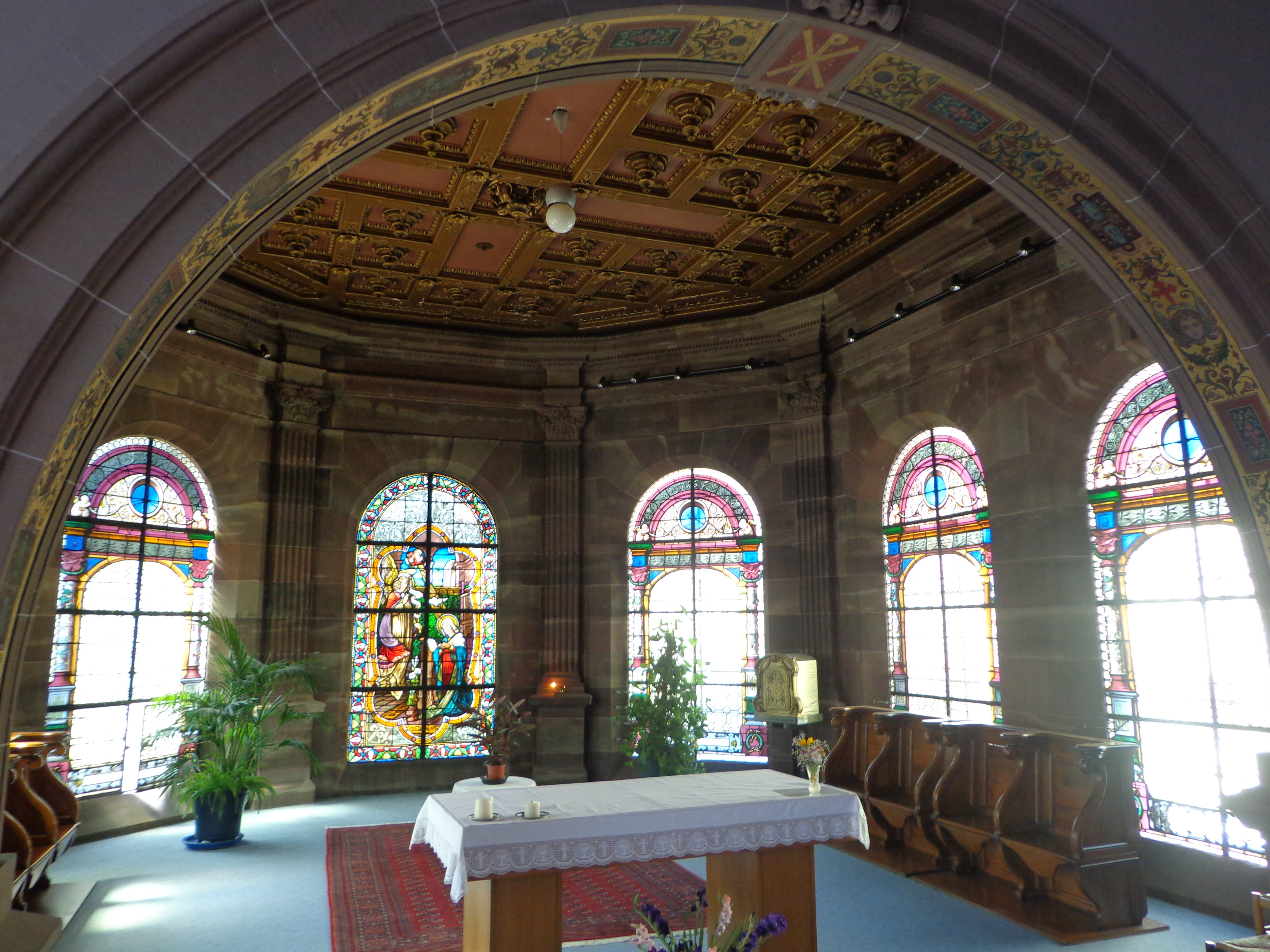
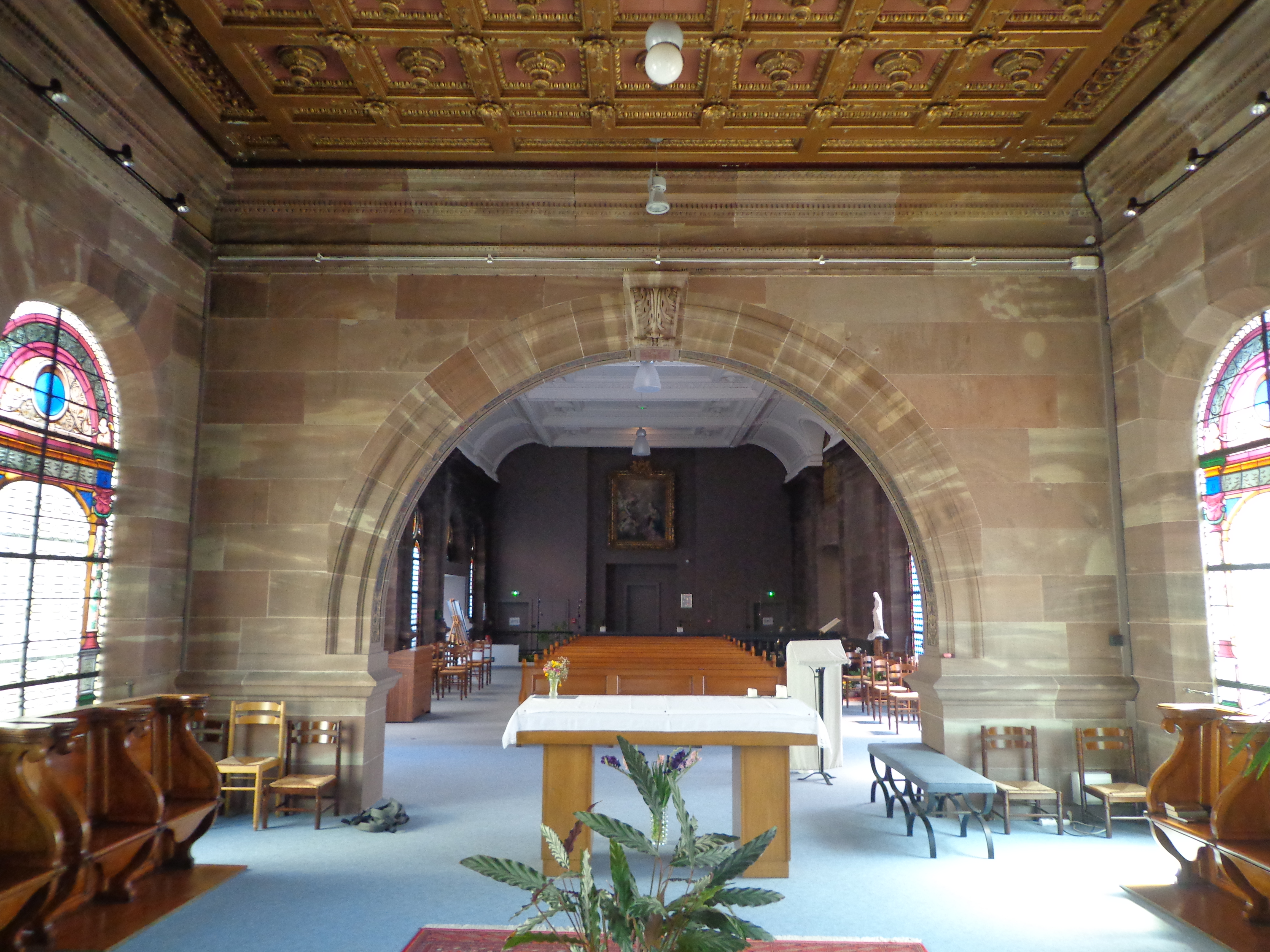
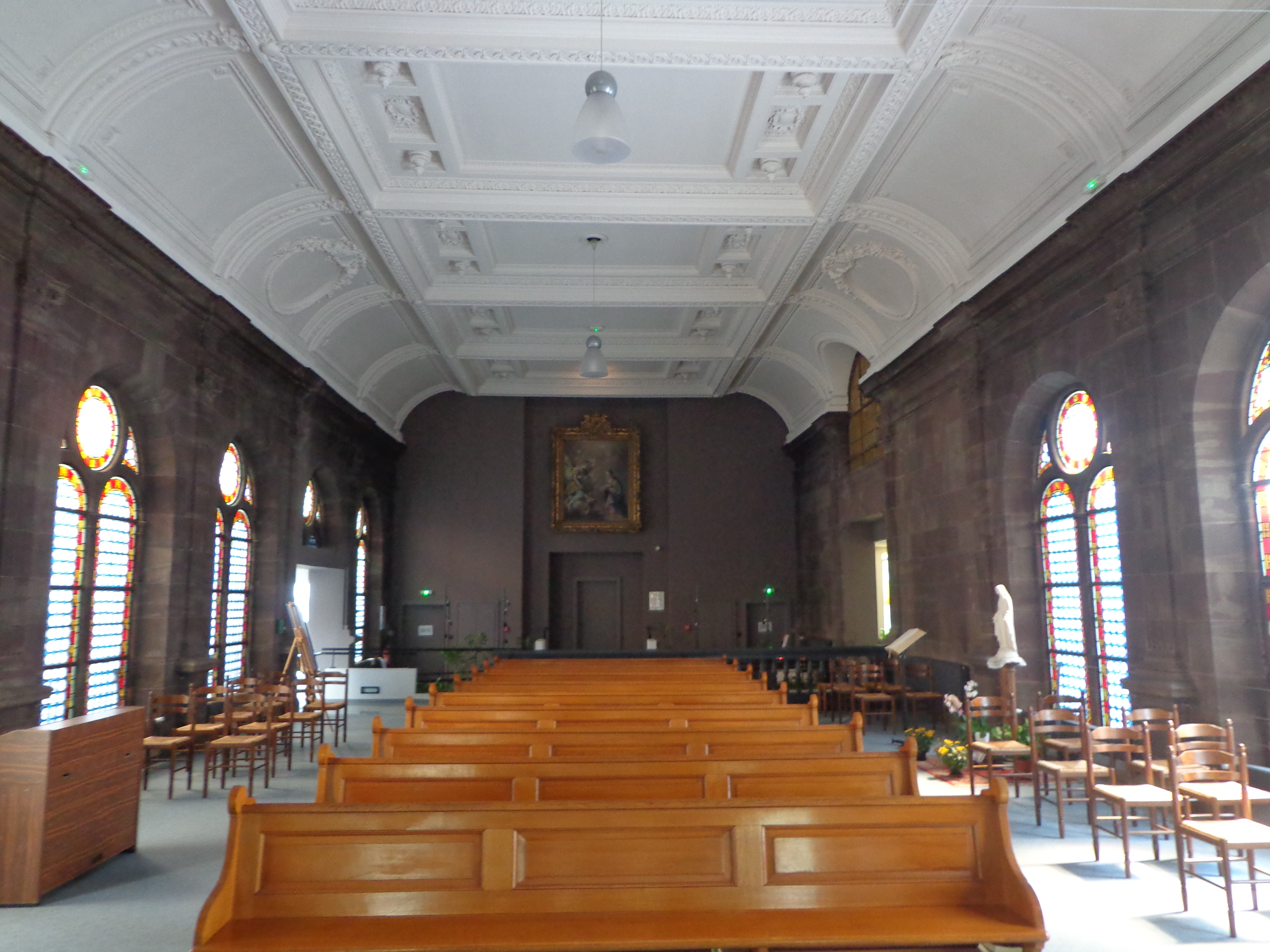

## Sources
- Clinique Sainte-Barbesur le site Archi-Wiki.